# Сакраменто Рипаблик
«Сакраме́нто Рипа́блик» (англ. Sacramento Republic FC) — американский профессиональный футбольный клуб из города Сакраменто штата Калифорния. Выступает в Чемпионшипе ЮСЛ, второй по уровню футбольной лиге США.

## История
3 декабря 2012 года лига USL Pro объявила, что новый клуб из Сакраменто присоединится к лиге в сезоне 2014. 15 июля 2013 года Предраг «Преки» Радосавлевич был представлен в качестве главного тренера новой франшизы. 18 июля 2013 года было объявлено название клуба — «Сакраменто Рипаблик» — и презентована его эмблема. 3 декабря 2013 года клуб подписал первого игрока — полузащитника Родриго Лопеса.
«Сакраменто Рипаблик» сыграл свой дебютный матч 29 марта 2014 года — в гостевом поединке против «Лос-Анджелес Гэлакси II» была зафиксирована ничья 1:1. Автором первого гола в истории клуба стал нападающий Джастин Браун. Первую победу «Рипаблик» добыл в своём следующем матче 7 апреля 2014 года — резервисты «Чивас США» были обыграны на их поле со счётом 3:1. Свой первый домашний матч «Рипаблик» провёл 26 апреля 2014 года на «Хьюз Стэдиум», уступив «Харрисберг Сити Айлендерс» со счётом 1:2 при солдауте в 20 231 зритель, что стало новым рекордом посещаемости матчей регулярного чемпионата USL Pro. В турнирной таблице регулярного чемпионата USL Pro 2014 клуб финишировал на втором месте. В четвертьфинале плей-офф обыграл «Уилмингтон Хаммерхэдс» (4:1), в полуфинале прошёл «Лос-Анджелес Гэлакси II» (3:2), а в финале был сильнее «Харрисберг Сити Айлендерс» (2:0), таким образом завоевав чемпионский титул в своём дебютном сезоне.
8 июля 2015 года «Сакраменто Рипаблик» объявил об уходе Преки в связи с поступлением к нему предложения из Великобритании, главным тренером клуба был утверждён Пол Бакл.
1 февраля 2018 года главным тренером «Сакраменто Рипаблик» был назначен Саймон Эллиотт, ранее работавший в клубной академии. По окончании сезона 2019 контракт Эллиотта не был продлён. 16 декабря 2019 года из клубной академии до главного тренера был повышен Марк Бриггз.
22 января 2019 года миллиардер Рон Бёркл, с 1999 года являющийся главным инвестором хоккейной команды «Питтсбург Пингвинз», был объявлен главным инвестором «Сакраменто Рипаблик», чтобы соответствовать требованиям MLS. 21 октября 2019 года городу Сакраменто была присуждена франшиза MLS, 29-й клуб высшей лиги «Сакраменто Рипаблик» должен был начать выступления в сезоне 2022. 17 июля 2020 года MLS объявила о сдвиге на год вперёд сроков вступления в лигу трёх новых клубов в связи с пандемией COVID-19, в том числе начало выступлений клуба из Сакраменто было перенесено на сезон 2023. 26 февраля 2021 года MLS объявила, что из-за проблем, связанных с пандемией COVID-19, Рон Бёркл решил отказаться от приобретения франшизы лиги для Сакраменто, и заявка Сакраменто на вступление в MLS была отложена на неопределённый срок.
В 2022 году, пройдя три клуба MLS — «Сан-Хосе Эртквейкс» в ⅛ финала, «Лос-Анджелес Гэлакси» в четвертьфинале и «Спортинг Канзас-Сити» в полуфинале, «Сакраменто Рипаблик» вышел в финал Открытого кубка США, где проиграл «Орландо Сити».

## Атрибутика

### Эмблема и цвета
Официальные цвета клуба — тёмно-красный, тёмно-коричневый и светло-коричневый
Герб клуба — это классический щит, на котором изображён калифорнийский гризли (который также изображён на флаге) и является официальным животным штата Калифорния, а также — красная пятиконечная звезда. Под медведем расположен девиз города Сакраменто Urbs Indomita, что в переводе с латыни означает «неукротимый город».

### Форма

#### Домашняя
| 2014 | 2015 | 2017—2020 | 2022– |
| ---- | ---- | --------- | ----- |

#### Гостевая
| 2014 | 2015 | 2017—2020 | 2022– |
| ---- | ---- | --------- | ----- |

#### Резервная
| 2015 | 2022— |
| ---- | ----- |

### Экипировка
| Период    | Производитель | Титульный спонсор            |
| --------- | ------------- | ---------------------------- |
| 2014—2015 | Lotto         | UC Davis Children’s Hospital |
| 2016      | Nike          | UC Davis Children’s Hospital |
| 2017—     | Nike          | UC Davis Health              |

## Стадион
«Сакраменто Рипаблик» сыграл несколько первых домашних матчей в сезоне 2014 на «Хьюз Стэдиум», после чего переехал на «Бонни Филд», новый футбольный стадион, рассчитанный на 8000 зрителей. В 2015 году вместимость стадиона была увеличена до более чем 11 500 зрителей. 9 марта 2017 года стадион был переименован в «Папа Мёрфис Парк» согласно спонсорскому соглашению с сетью пиццерий Papa Murphy’s. 5 мая 2021 года «Сакраменто Рипаблик» заключил соглашение с некоммерческой организацией медицинского обслуживания Western Health Advantage, согласно которому стадион был переименован в «Харт Хелс Парк».

## Текущий состав
| №  |                          | Поз. | Имя              | Год рождения |
| -- | ------------------------ | ---- | ---------------- | ------------ |
| 1  | Флаг Мексики             | Вр   | Карлос Сальданья | 1996         |
| 2  | Флаг Англии              | Защ  | Джек Герр        | 1995         |
| 3  | Флаг Испании             | Защ  | Дамия Вьядер     | 1998         |
| 4  | Флаг Ирландии            | Защ  | Ли Десмонд       | 1995         |
| 5  | Флаг США                 | Защ  | Джаред Тиммер    | 1997         |
| 6  | Флаг США                 | Защ  | Шейн Уайдт       | 1995         |
| 7  | Флаг Испании             | ПЗ   | Кеко Гонтан      | 1991         |
| 8  | Флаг США                 | ПЗ   | Родриго Лопес    | 1987         |
| 9  | Флаг Колумбии            | Нап  | Себастьян Эррера | 1994         |
| 10 | Флаг Бермудских островов | Нап  | Зико Льюис       | 1994         |
| 11 | Флаг США                 | Нап  | Расселл Сисероне | 1994         |
| 14 | Флаг США                 | Нап  | Давиан Кимбро    | 2010         |
| 15 | Флаг Мексики             | ПЗ   | Рафаэль Хауреги  | 2004         |
| 17 | Флаг Гваделупы           | Нап  | Лютер Аркимеде   | 1999         |

| №  |                | Поз. | Имя             | Год рождения |
| -- | -------------- | ---- | --------------- | ------------ |
| 18 | Флаг Англии    | Защ  | Джонни Феник    | 1994         |
| 19 | Флаг Шотландии | ПЗ   | Ник Росс        | 1991         |
| 20 | Флаг США       | ПЗ   | Мэтт Лаграсса   | 1993         |
| 22 | Флаг Аргентины | ПЗ   | Кристиан Парано | 1999         |
| 23 | Флаг США       | ПЗ   | Марио Пенагос   | 2002         |
| 24 | Флаг США       | Защ  | Конор Донован   | 1996         |
| 25 | Флаг ДР Конго  | Защ  | Феррети Соуса   | 1990         |
| 29 | Флаг Венесуэлы | ПЗ   | Арнольд Лопес   | 1994         |
| 31 | Флаг США       | Вр   | Дэнни Витьелло  | 1996         |
| 40 | Флаг США       | Защ  | Альдаир Санчес  | 2002         |
| 43 | Флаг США       | Защ  | Эрмиас Йоханнес | 2006         |
| 44 | Флаг США       | ПЗ   | Блейк Уилли     | 2006         |
| 45 | Флаг США       | Нап  | Итан Келли      | 2006         |
| 96 | Флаг США       | ПЗ   | Луис Фелипе     | 1996         |

## Главные тренеры
- Преки (2014—2015)
- Пол Бакл (2015—2017)
- Саймон Эллиотт (2018—2019)
- Марк Бриггз (2020 — н. в.)

## Достижения
- Чемпион USL Pro: 2014